# Salsitxa italiana
La salsitxa italiana  (anomenada en anglès  Italian sausage ) és un embotit de carn de porc picada que és molt popular als Estats Units. Se sol preparar rostida o feta a la graella.

## Característiques
Sol portar condiment d'herbes com el fonoll, l'anís ( Pimpinella anisum ). Sol tenir un contingut carni d'almenys un 85% de carn, dels quals gairebé un 35% és greix. El seu ús com a ingredient de sandvitxos nord-americans l'ha convertit en molt popular. Sol ser una salsitxa preparada fresca (és a dir no es deixa assecar a l'aire) que s'empra en rostits i barbacoes amb l'objecte d'elaborar sandvitx, servides en giardiniera o acompanyades d'alguna altra verdura com guanició. Una versió menys popular és l'anomenada kielbasa, coneguda com la  White Fresh  (o  Biała ) és una salsitxa que es comercialitza tant fumada com fresca. Als Estats Units es troba amb tres varietats diferents: hot ( picant ), mild ( suau ) i sweet ( dolça ).